# Radomir Putnik
Radomir Putnik, cyr. Радомир Путник (ur. 24 stycznia 1847 w Kragujevacu, zm. 17 maja 1917 w Nicei) – serbski vojvoda (marszałek), wieloletni Szef Sztabu Generalnego, dowódca wojsk serbskich podczas wojen bałkańskich, naczelny dowódca wojsk serbskich w czasie I wojny światowej. W 1914 zwyciężył armię austro-węgierską w bitwie nad Kolubarą.

## Życiorys

### Młodość
Urodził się jako syn Dimitriego Putnika, nauczyciela w Kragujevacu. Uczęszczał do szkoły artylerii w Belgradzie, którą ukończył w 1863 roku. W późniejszych latach był założycielem Akademii Wojennej w Serbii. W 1879 ożenił się z Ljubicą Bojović, córką kapitana, z którą miał siedmioro dzieci (trzy córki i czterech synów).
Putnik słynął z tego, że był bardzo ascetycznym i introwertycznym mężczyzną, lecz bardzo profesjonalnie i skrupulatnie podchodzącym do swoich obowiązków. Bardzo dużo palił, co w przyszłości miało odbić się na jego stanie zdrowia.
W latach 1876–1878 uczestnik wojny serbsko-tureckiej, której efektem było odzyskanie niepodległości przez Serbię. Od 1886 do 1895 profesor w Akademii Wojennej. Od 1889 Szef Sztabu armii serbskiej, jednakże konflikt z królem Milanem I Obrenowiciem i jego następcą Aleksandrem zmusił go do ustąpienia i zatrzymał jego karierę. W 1903 pucz wojskowy obalił dynastię Obrenowiciów, wynosząc na tron dynastię Karadziordziewiciów. Po wojskowym zamachu stanu przeciwko królowi Aleksandrowi I, zamordowanemu przez organizację Czarna Ręka, Putnik został zrehabilitowany i przywrócony do służby na stanowisko szefa sztabu. W 1903 został awansowany do stopnia generała. Był twórcą reorganizacji armii serbskiej i zwolennikiem promocji młodych, zdolnych oficerów.
Trzykrotnie (w latach 1904–1905, 1906–1908 i w 1912) był ministrem wojny.

### Wojny bałkańskie
W 1912 po wybuchu I wojny bałkańskiej stał na czele zwycięskich starć armii serbskiej w walkach z Turkami. 24 października 1912 rozgromił armię turecką Zeki Paszy w bitwie pod Kumanowem. W wyniku zasług wojennych po tej bitwie otrzymał awans na najwyższy w armii serbskiej stopień vojvody (marszałka) Serbii. Putnik był pierwszym oficerem w historii, który otrzymał ten stopień. Podczas II wojny bałkańskiej 30 czerwca 1913 wojska serbsko-czarnogórskie (190 tysięcy żołnierzy) pod jego dowództwem pokonały w bitwie nad rzeką Bregalnicą w Macedonii 130 tysięczną armię bułgarską.

### I wojna światowa

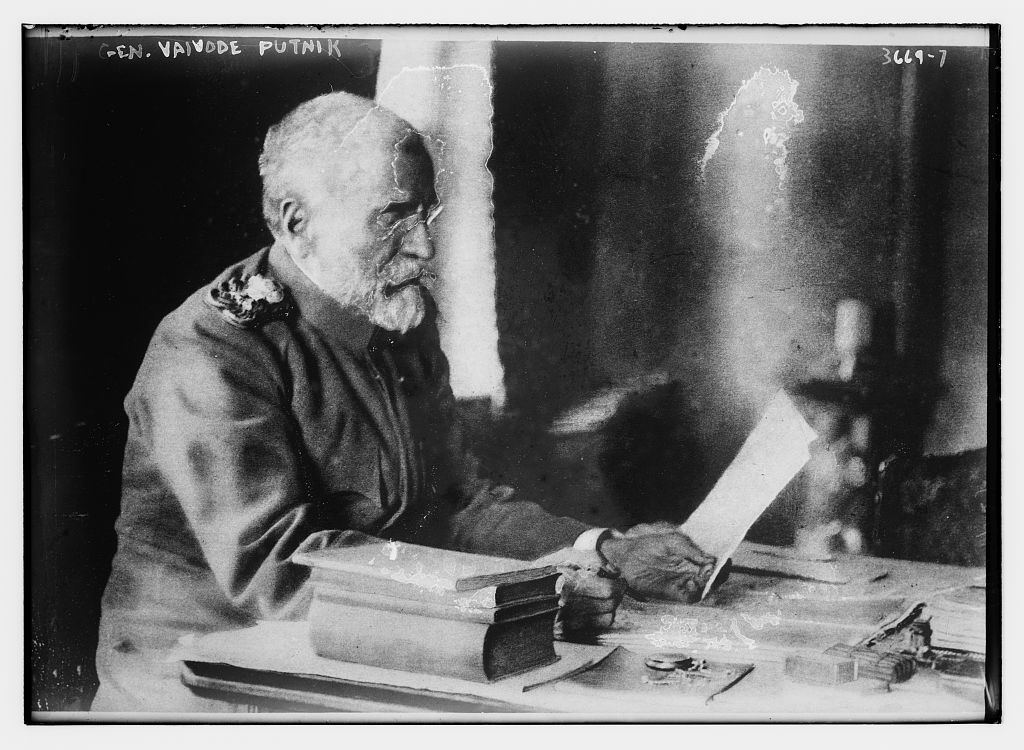
Putnik w swoim biurze

Po wybuchu I wojny światowej mianowany przez króla Piotra I głównodowodzącym wojsk serbskich. Mimo kłopotów ze zdrowiem stanowisko przyjął. Podczas walk obronnych autor wielkich militarnych zwycięstw nad armią austro-węgierską (wykonawcami byli przeważnie młodsi oficerowie, Putnik z uwagi na zły stan zdrowia większość czasu spędzał w sztabie planując operacje bojowe). Po wojnach bałkańskich wojsko serbskie było zaprawione w bojach i dobrze znało się na rzemiośle wojennym w trudnym górzystym terenie. Sprawiło to, że ofensywa Austro-Węgier na Serbię w 1914 roku nie zakończyła się sukcesem. W sierpniu 1914 armia serbska pokonała wojska austro-węgierskie w bitwie na górze Cer. Putnik był autorem spektakularnego zwycięstwa nad armią austro-węgierską nad rzeką Kolubarą (grudzień 1914), która zakończyła się odbiciem zajętego przez Austriaków Belgradu i wkroczeniem wojsk serbskich na terytorium Austro-Węgier. Pokonanie 450 tysięcznej armii generała Oskara Potiorka było wybitnym dziełem sztuki wojennej. Po tym zwycięstwie nastąpiła stabilizacja frontu na linii rzek Dunaj, Sawa i Drina do jesieni 1915 roku.
Na jesieni 1915 roku wojska niemieckie, austro-węgierskie i bułgarskie dowodzone przez marszałka Augusta von Mackensena, z trzech stron rozpoczęły ofensywę przeciwko Serbii siłami ok. 300 tysięcy żołnierzy. Otoczone wojska serbskie nie miały szans na zwycięstwo i po przegranych bitwach nad Moravą, na Ovczym Polu i decydującej na Kosowym Polu na przełomie listopada i grudnia 1915 roku Putnik rozkazał wycofanie sił przez Czarnogórę w stronę Albanii z nadzieją na udaną ewakuację na Wyspy Jońskie. Z powodu braków zaopatrzenia, zimowa przeprawa sił serbskich przez wrogo nastawiony kraj została okupiona ogromnymi stratami. Szacuje się, że z powodu zimna, głodu i ataków nieprzyjaciela zginęło ok. 100 tysięcy żołnierzy serbskich. Do wybrzeża Adriatyku udało się dotrzeć ok. 125 tysięcy żołnierzy. Zostali oni przetransportowani przez francuską flotę na wyspę Korfu w celu przegrupowania.
W 1916 roku złożył dowództwo i przeszedł w stan spoczynku. Ciężko schorowany (z uwagi na słabość do tytoniu cierpiał na rozedmę płuc) wyjechał do Francji na leczenie. W sojuszniczym kraju witany był z honorami, a rząd francuski podarował mu willę. 17 maja 1917 zmarł we francuskiej Nicei. Jest uznawany za jednego z najwybitniejszych serbskich wojskowych.

## Odznaczenia
| Serbskie odznaczenia wojskowe                                                  |                                                                      |
| Wielka Wstęga Orderu Gwiazdy Jerzego Czarnego (Serbia)                         | Order Gwiazdy Jerzego Czarnego, Krzyż Wielki                         |
| Wielki Oficer Orderu Gwiazdy Jerzego Czarnego (Serbia)                         | Order Gwiazdy Jerzego Czarnego, Wielki Oficer                        |
| Wielki Oficer Orderu Gwiazdy Jerzego Czarnego z mieczami (Serbia)              | Order Gwiazdy Jerzego Czarnego z Mieczami, Wielki Oficer             |
| Komandor Orderu Gwiazdy Jerzego Czarnego z mieczami (Serbia)                   | Order Gwiazdy Jerzego Czarnego z Mieczami, Komandor                  |
| Oficer Orderu Gwiazdy Jerzego Czarnego z mieczami (Serbia)                     | Order Gwiazdy Jerzego Czarnego z Mieczami, Oficer                    |
| Komandor Orderu Orła Białego (Serbia)                                          | Order Orła Białego, Komandor                                         |
| Oficer Orderu Orła Białego (Serbia)                                            | Order Orła Białego, Oficer                                           |
| Kawaler Orderu Orła Białego (Serbia)                                           | Order Orła Białego, Kawaler                                          |
| Krzyż Wielki Orderu Świętego Sawy (Serbia)                                     | Order św. Sawy, Krzyż Wielki                                         |
| Order Krzyża Takowy V klasy (Serbia)                                           | Order Krzyża Takowy, Komandor                                        |
| Order Krzyża Takowy IV klasy (Serbia)                                          | Order Krzyża Takowy, Oficer                                          |
| Order Krzyża Takowy V klasy (Serbia)                                           | Order Takowa z Mieczami, Kawaler                                     |
| Odznaczenia obce i międzynarodowe                                              |                                                                      |
| Order Korony Żelaznej III klasy (Austro-Węgry)                                 | Order Korony Żelaznej, III klasy (Austro-Węgry)                      |
| Kawaler Orderu Zasługi Wojskowej (Bułgaria)                                    | Order Zasługi Wojskowej, Wielki Krzyż (Bułgaria)                     |
| Wielki Oficer Orderu Narodowego Legii Honorowej (Francja)                      | Legia Honorowa, Wielki Oficer                                        |
| Wielki Oficer Orderu Korony Rumunii                                            | Order Korony, Wielki Oficer (Rumunia)                                |
| Cesarski i Królewski Order Świętego Stanisława I klasy (Imperium Rosyjskie)    | Order św. Stanisława, I klasy (Imperium Rosyjskie)                   |
| Cesarski i Królewski Order Świętego Stanisława III klasy (Imperium Rosyjskie)  | Order św. Stanisława z Mieczami, III klasy (Imperium Rosyjskie)      |
| Order św. Jerzego (Imperium Rosyjskie)                                         | Order Świętego Jerzego, IV klasy (Imperium Rosyjskie)                |
| Krzyż Komandorski z Gwiazdą Orderu Św. Michała i Św. Jerzego (Wielka Brytania) | Order św. Michała i św. Jerzego, Krzyż Komandorski (Wielka Brytania) |